# Ad hoc
Ad hoc je fraza latinskega izvora in pomeni »za ta namen«. Običajno označuje rešitev, ki je značilna za obravnavo posamezne naloge ali posameznega problema, se je ne da posplošiti in za druge namene ni uporabna. Znani primeri so organizacije, komiteji in komisije, postavljene na nacionalni ali internacionalni ravni za specifično nalogo. Na drugih področjih lahko uporabimo izraz »po meri«.